# Corycium
Corycium là một chi Họ Lan đất, gồm có 14 loài ở Đông và Nam Phi trong đó có 10 loài đặc hữu của các quần xã sinh vật Fynbos. Ở Cộng hòa Nam Phi chúng được gọi là Monkshood Orchids.

## Các loài
1. Corycium alticola Parkman & Schelpe - Nam Phi, Lesotho
2. Corycium bicolorum (Thunb.) Sw. - Nam Phi
3. Corycium bifidum Sond. - Nam Phi
4. Corycium carnosum (Lindl.) Rolfe in W.H.Harvey - Nam Phi
5. Corycium crispum (Thunb.) Sw. - Nam Phi
6. Corycium deflexum (Bolus) Rolfe in W.H.Harvey - Nam Phi
7. Corycium dracomontanum Parkman & Schelpe - Nam Phi, Lesotho, Swaziland, Malawi
8. Corycium excisum Lindl. - Nam Phi
9. Corycium flanaganii (Bolus) Kurzweil & H.P.Linder - Nam Phi, Lesotho
10. Corycium ingeanum E.G.H.Oliv. - Nam Phi
11. Corycium microglossum Lindl. - Nam Phi
12. Corycium nigrescens Sond. - Nam Phi, Lesotho, Swaziland, Tanzania
13. Corycium orobanchoides (L.f.) Sw. - Nam Phi
14. Corycium tricuspidatum Bolus - Nam Phi